# Функція мовлення
Функція мовлення — лінгвістична модель мовної комунікації, стала співвіднесеність мовлення з комунікативною ситуацією.
Німецький учений К.Бюлер виявив наявний, вибірковий та подієвий типи мовних актів. Роман Якобсон модифікував схему Бюлера. Перед ним стояло завдання визначити місце поетики в лінгвістичній структурі мови. В рамках послідовного вивчення поетичної функції комунікації, Якобсон розробляє свою модель мовної події: «Мовлення слід вивчати у всій різноманітності його функцій. Перш ніж перейти до розгляду поетичної функції мови, ми повинні визначити її місце серед інших його функцій. Щоб описати ці функції, слід вказати, з яких основних компонентів складається будь-який мовленнєвий акт, будь-який акт мовного спілкування».

## Модель Якобсона
Свою модель Р. Якобсон описує таким чином: Адресант посилає повідомлення адресату. Для того, щоб повідомлення могло безперешкодно виконувати покладені на нього функції, необхідне дотримання таких факторів, як:
- Адресант (addresser) — Суб'єкт, що відправляє повідомлення;
- Адресат (addressee) — Суб'єкт, який отримує повідомлення;
- Повідомлення — Інформація, що відправляється адресату;
- Контекст (context), про який йде мова. Адресат повинен однозначно сприйняти цей контекст. Контекст повинен або спочатку бути вербальним, або допускати вербалізацію;
- Код (code). Код повинен бути зрозумілим і адресанту і адресату, тому повинен бути абсолютно загальним або хоча б частково загальним для обох;
- Контакт (contact) — канал фізичного зв'язку або ж наявність психологічного зв'язку між адресантом та адресатом. Контакт обумовлює можливість встановлення і підтримання комунікації між сторонами.

Кожному з шести зазначених чинників відповідає окрема функція мови. Під «функцією мови» мається на увазі установка або призначення самого повідомлення по відношенню до інших факторів мовного спілкування. Як правило, повідомлення виконує відразу кілька функцій, при цьому словесна структура повідомлення залежить перш за все від основної функції.

## Функції
Якобсон виділяє такі функції в комунікативному акті:
- Емотивна (експресивна) функція — функція, сконцентрована на адресанті, мета якої — пряме вираження ставлення мовця до того, про що він говорить. Емотивний шар мови представлений в основному вигуками, які надають певну тональність всьому висловлюванню. Якобсон наводить приклад з театральної практики Станіславського. Режисер на прослуховуваннях у МХАТ ставив завдання скласти з слів «сьогодні ввечері» 40 різних висловлювань, змінюючи лише їх експресивне забарвлення. Аудиторії при цьому передбачалося розкрити контекст ситуації, виходячи лише з інтонаційної забарвлення цих слів.
- Конативна функція (функція засвоєння) — функція, орієнтована на адресата. Може бути виражена або наказовим способом або кличним відмінком. Не підпорядковується правилам оповідних речень.
- Референтивна (комунікативна) функція — функція, що співвідноситься з предметом, про який йде мова. Ця функція зав'язана зі ставленням повідомлення до референта або контексту.
- Фатична функція — функція, за допомогою якої встановлюється необхідність продовження або переривання комунікації, тобто перевірка роботи каналу, наявність встановленого зв'язку з реципієнтом. Здійснюється ця перевірка за допомогою обміну риторичними формулюваннями, єдина функція яких — підтримка комунікації.
- Метамовна функція (функція тлумачення) — функція, що встановлює значення висловлювання за допомогою визначення однаковості коду.
- Поетична функція мови — функція, яка позначає спрямованість уваги на повідомлення заради самого повідомлення, а не заради інших компонентів комунікації. Р. Якобсон вважає цю функцію найважливішою в творі мистецтва.